# ارل اسنودن
ارل اسنودن (انگلیسی: Earl of Snowdon) یک عنوان اشرافی در پادشاهی متحد بریتانیای کبیر و ایرلند شمالی است. ملکه الیزابت دوم اولین بار این عنوان را به انتونی آرمسترانگ جونز، بعد از ازدواج او با شاهدخت مارگارت، اعطا کرد.